# Plymouth
Plymouth (AFI: [ˈplɪməθ], ; in cornico Aberplymm) è una città di 241 500 abitanti nel sud-ovest dell'Inghilterra nella contea del Devon.
Si trova nei pressi della foce dei fiumi Plym e Tamar e domina uno dei più grandi e spettacolari porti naturali del mondo, la baia di Plymouth. Ha un ricco passato di città marinara ed è stata in passato la più grande base navale e la seconda per importanza della Royal Navy, ricevendo il titolo di città nel 1928 ma facendone uno dei principali bersagli della Luftwaffe durante la Seconda guerra mondiale.
Dopo la distruzione del porto e del centro cittadino avvenuta in un bombardamento nel 1941, Plymouth è stata ricostruita sotto la guida dell'architetto Patrick Abercrombie e adesso è uno dei pochi cantieri navali in Gran Bretagna e la più grande base navale dell'Europa Occidentale.

## Storia
I primi insediamenti nella zona di Plymouth risalgono a circa 3 000 anni fa, quando durante l'età del ferro alcuni uomini formarono una comunità in questa zona. Più avanti si venne a formare un porto per gli scambi commerciali tra le popolazioni locali e i popoli provenienti dal Mediterraneo, tra cui i Fenici. Con l'annessione da parte dell'Impero romano, il porto iniziò a decadere per via della fioritura del vicino porto di Sutton.

## Monumenti e luoghi d'interesse
I luoghi più importanti della città sono: la Cittadella Reale, il Cantiere navale di Devonport e il barbacane da dove i Padri Pellegrini salparono per il Nuovo Mondo nel 1620. Il motto, in latino, sullo stemma della città è: "Turris fortissima est nomen Jehova" basato sulla scrittura biblica di Proverbi 18:10. In italiano è: "Il nome di Geova è una torre fortissima".

## Clima
Il clima invernale è mite, paragonabile in quanto a temperature medie a quello di Roma (+7 °C/+8 °C).
| Plymouth            | Mesi | Mesi | Mesi | Mesi | Mesi | Mesi | Mesi | Mesi | Mesi | Mesi | Mesi | Mesi | Stagioni | Stagioni | Stagioni | Stagioni | Anno |
| Plymouth            | Gen  | Feb  | Mar  | Apr  | Mag  | Giu  | Lug  | Ago  | Set  | Ott  | Nov  | Dic  | Inv      | Pri      | Est      | Aut      | Anno |
| ------------------- | ---- | ---- | ---- | ---- | ---- | ---- | ---- | ---- | ---- | ---- | ---- | ---- | -------- | -------- | -------- | -------- | ---- |
| T. max. media (°C)  | 8,3  | 8,2  | 9,8  | 12,3 | 15,0 | 17,8 | 19,6 | 19,4 | 17,6 | 14,6 | 11,0 | 9,4  | 8,6      | 12,4     | 18,9     | 14,4     | 13,6 |
| T. min. media (°C)  | 3,3  | 3,1  | 4,0  | 5,7  | 8,4  | 11,2 | 12,9 | 12,9 | 11,4 | 9,1  | 5,5  | 4,2  | 3,5      | 6,0      | 12,3     | 8,7      | 7,6  |
| Precipitazioni (mm) | 112  | 89   | 84   | 58   | 60   | 56   | 57   | 69   | 79   | 95   | 105  | 116  | 317      | 202      | 182      | 279      | 980  |

## Amministrazione

### Gemellaggi
- Brest, dal 1963
- Gdynia, dal 1976
- Novorossijsk, dal 1990
- San Sebastián, dal 1990
- Plymouth (Massachusetts), dal 2001

## Sport
La principale squadra calcistica è il Plymouth Argyle, con oltre cent’anni di storia, militante attualmente in Football League Championship, seconda serie inglese, dal 2023.